# وانادیم

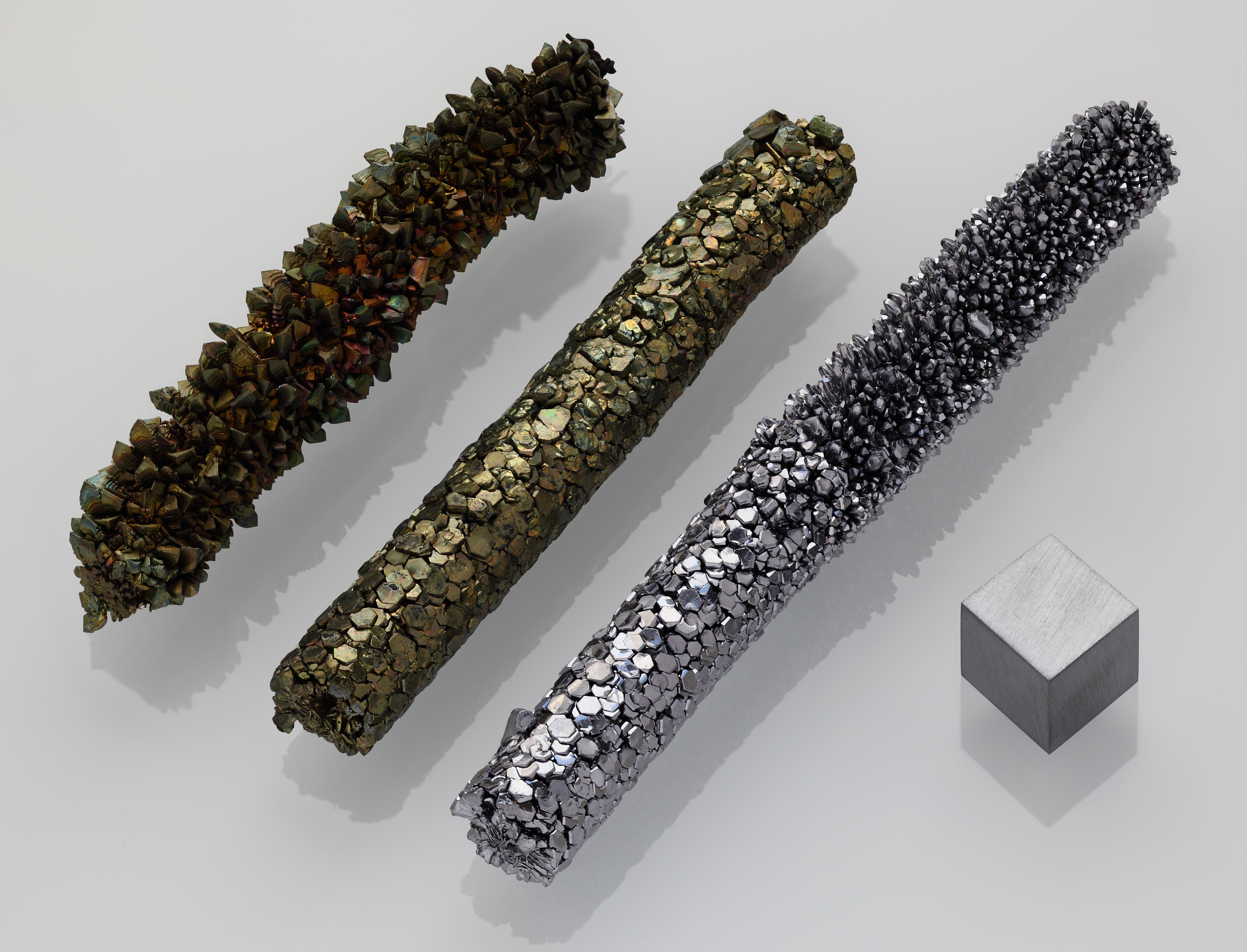
کریستال وانادیم

وانادیم (انگلیسی Vanadium) یک عنصر شیمیایی با نماد V و عدد اتمی ۲۳ است. این عنصر یک فلز واسطه سخت، خاکستری-نقره ای و شکل‌پذیر است. این عنصر به صورت فلز خالص به ندرت در طبیعت یافت می‌شود، اما پس از جداسازی مصنوعی، تشکیل یک لایه اکسید (غیرفعال سازی) تا حدودی فلز آزاد را در برابر اکسیداسیون بیشتر مقاوم می‌کند.
آندرس مانوئل دل ریو با تجزیه و تحلیل یک ماده معدنی جدید حاوی سرب، ترکیبات وانادیم را در مکزیک کشف کرد که وی آن را«سرب قهوه ای» نامید. اگرچه وی در ابتدا تصور می‌کرد که ویژگی‌های آن به دلیل وجود عنصر جدیدی است، اما بعداً توسط شیمی‌دان فرانسوی Hippolyte Victor Collet-Descotils به اشتباه متقاعد شد که این عنصر فقط کروم است. سپس در سال ۱۸۳۰، نیلز گابریل سفستروم کلریدهای وانادیم را تولید کرد، و ثابت کرد که یک عنصر جدید وجود دارد و با الهام از نام الهه زیبایی و باروری اسکاندیناوی، وانادیس (فریجا)، نام آن را «وانادیم» گذاشت. این نامگذاری بر اساس طیف گسترده‌ای از رنگ‌های موجود در ترکیبات وانادیم و زیبایی آنها بود. بعدها کانی سرب دل ریو نیز به دلیل محتوای وانادیم آن، وانادینیت نامگذاری شد. در سال ۱۸۶۷ هنری انفیلد روزکو توانست عنصر خالص را به‌دست آورد.
وانادیم به‌طور طبیعی در حدود ۶۵ ماده معدنی و در ذخایر سوخت فسیلی وجود دارد. در چین و روسیه از سرباره گدازگری فولاد تولید می‌شود. کشورهای دیگر آن را مستقیماً از مگنتیت، گرد و غبار دودکش روغن سنگین یا به عنوان محصول جانبی استخراج اورانیوم تولید می‌کنند. این ماده عمدتاً برای تولید آلیاژهای فولادی خاص مانند فولادهای تندبر و برخی از آلیاژهای آلومینیوم استفاده می‌شود. مهم‌ترین ترکیب صنعتی وانادیم، وانادیم پنتاکسید، به عنوان کاتالیزور برای تولید اسید سولفوریک استفاده می‌شود. باتری اکسایشی-کاهشی وانادیمی ممکن است در آینده برای ذخیره انرژی یک کاربرد محسوب شود.
در تعداد کمی از موجودات زنده مقادیر زیادی از یون‌های وانادیم پیدا شده‌است، که احتمالاً یک توکسین است. اکسید و برخی نمک‌های دیگر وانادیم سمیت متوسطی دارند. به خصوص در اقیانوس، وانادیم توسط برخی از اشکال حیات به عنوان مرکز فعال آنزیمها استفاده می‌شود. مانند وانادیم بروموپراکسیداز برخی از جلبکهای اقیانوس.

## تاریخچه
به سال۱۸۰۱ میلادی ریو (معدن‌شناس) استاد معدن‌شناسی در شهر مکزیک «سرب قهوه‌ای» را آزمایش کرد. سرب قهوه‌ای یک کانی است که امروزه آن را به نام وانادینیت می‌شناسند. ریو نتیجه گرفت که این کانی دارای یک عنصر جدید است. متخصصین تجزیه وی را متقاعد کردند که بیشتر این فلز کروم است و او ادعای خود را پس گرفت. به سال ۱۸۳۰ شیمیدان سوئدی سفستروم در ملاقات با برسلیوس در نمونه مخصوصی از فولاد یک فلز جدید کشف کرد. سال بعد ولر نشان داد که فلز سفستروم در اصل همان عنصری است که قبلاً توسط ریو کشف شده بود.
معمولاً سفستروم را کاشف این عنصر می‌دانند. بنا به پیشنهاد برسلیوس، وی این عنصر را وانادیم(vanadium) نامید که از روی نام واندیا (vanadia) یکی از نام‌های فریا یا فریگ خدای زیبایی نوریک ساخته شده‌است. علت این نام گذاری احتمالاً به خاطر رنگ‌های زیبای ترکیب‌های این فلز بوده‌است.

## مشخصات
وانادیم یک فلز با سختی متوسط، شکل‌پذیر و به رنگ آبی-فولادی است. رسانای الکتریکی و عایق حرارتی است. برخی منابع، وانادیم را «نرم» توصیف می‌کنند، شاید به این دلیل که شکل‌پذیر و انعطاف‌پذیر بوده و شکننده نیست. وانادیم از اکثر فلزات و فولادها سخت تر است (به سختی عناصر (صفحه اطلاعات) و آهن مراجعه کنید). مقاومت خوبی در برابر خوردگی دارد و در برابر قلیاها و اسیدهای سولفوریک و هیدروکلریک پایدار است. در دمای حدود ۶۳۰ درجه سلسیوس (۹۳۳ کلوین) در هوا اکسید می‌شود، هر چند حتی در دمای اتاق نیز یک لایه غیرفعال بر روی آن شکل می‌گیرد.

## تولید

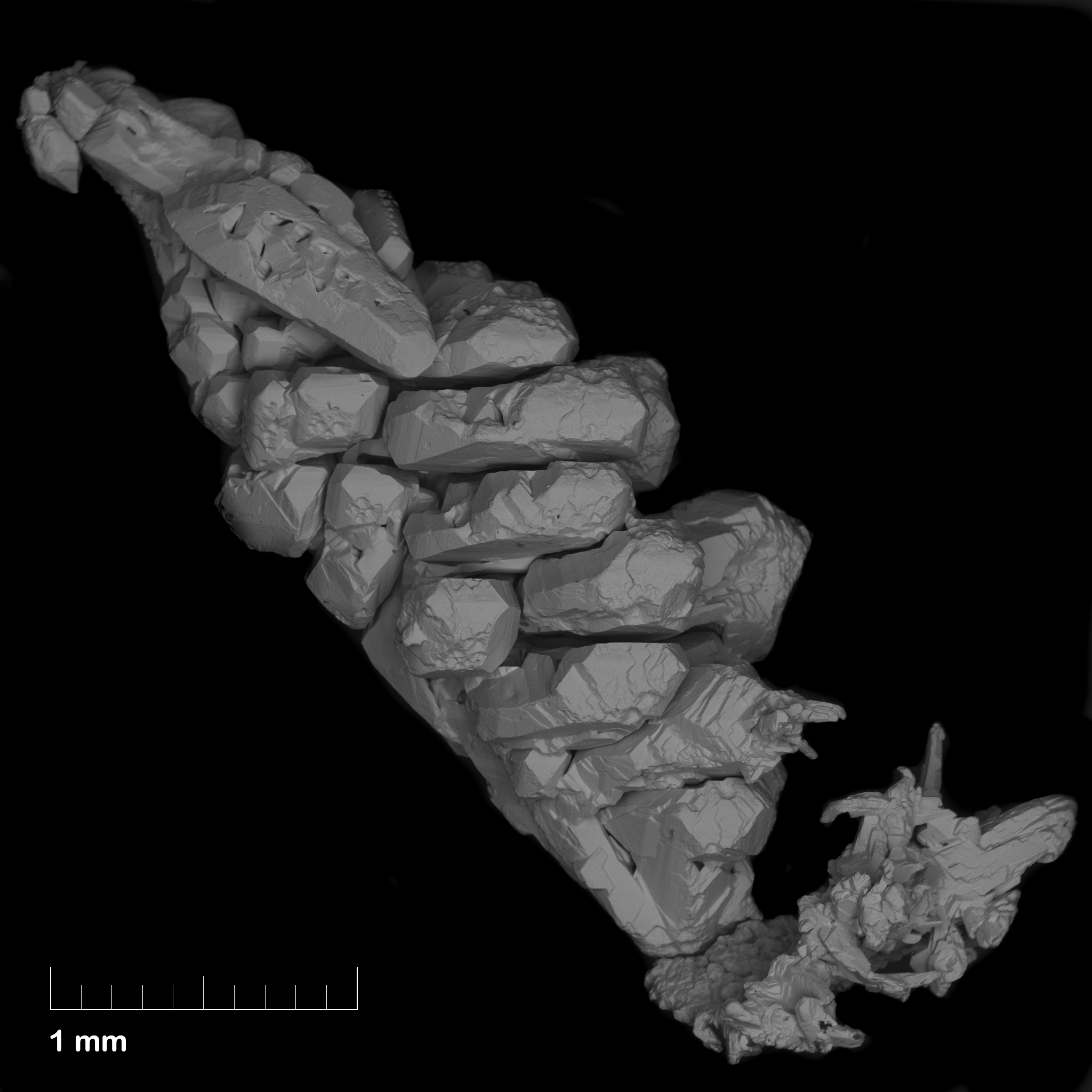
تصاویر میکروسکوپی کریستال وانادیم (خلوص ۹۹٫۹٪) که از طریق الکترولیز ساخته شده‌است.

فلز وانادیم از طریق یک فرایند چند مرحله ای به‌دست می‌آید که با تفت دادن سنگ معدن خرد شده با NaCl یا Na2CO3 در حدود ۸۵۰ درجه سلسیوس شروع می‌شود تا به سدیم متاوانادات (NaVO3) تبدیل شود. یک محلول آبی از این عصاره اسیدی سازی می‌گردد تا «کیک قرمز» که یک نمک پلی وانادات است، ایجاد گردد. این نمک پلی وانادات توسط فلز کلسیم کاهش داده می‌شود. در تولید مقیاس کم به عنوان یک روش جایگزین، از هیدروژن یا منیزیم برای کاهش وانادیوم پنتاکسید استفاده می‌شود. بسیاری از روشهای دیگر نیز استفاده می‌شود که در همه آنها وانادیوم به عنوان محصول جانبی فرایندهای دیگر تولید می‌شود. خالص سازی وانادیوم توسط فرایند میله کریستالی که توسط آنتون ادوارد ون آرکل و یان هندریک دو بوئر در سال ۱۹۲۵ توسعه یافته‌است، امکان‌پذیر است.

## کاربردها

### آلیاژها

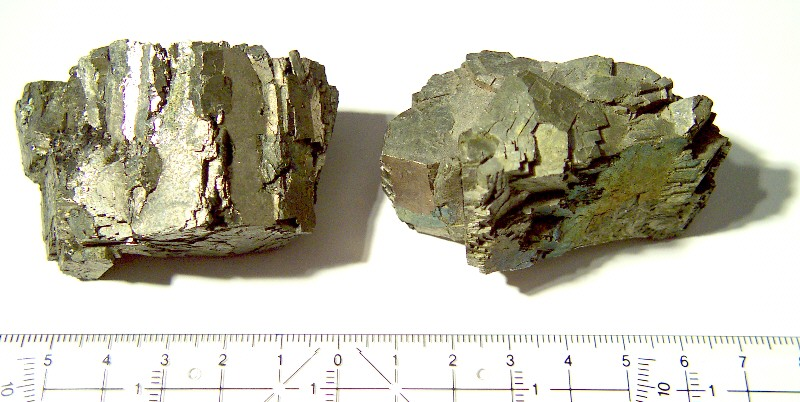
تکه‌هایی از فرو وانادیم.

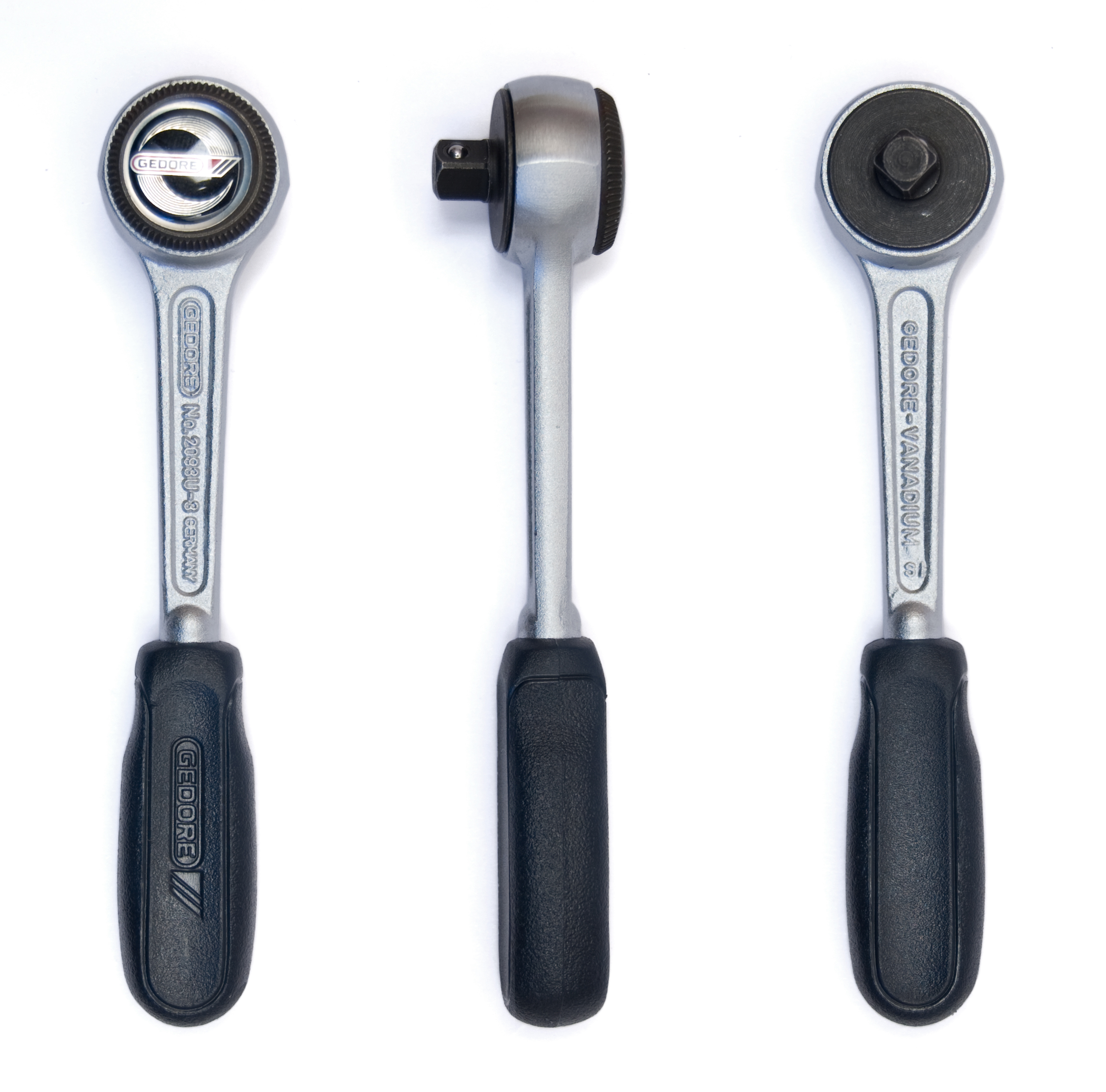
یک ابزار که از فولاد وانادیمی ساخته شده‌است.

تقریباً ۸۵٪ وانادیم تولید شده به عنوان فِرو وانادیم (آلیاژی از آهن و وانادیم که درصد وانادیم در آن در حدود ۳۵ تا ۸۵ درصد است و برای افزودن وانادیم به فولاد مذاب استفاده می‌شود) برای افزودن به فولاد استفاده می‌شود. افزایش قابل توجه استحکام در فولاد حاوی مقادیر کمی وانادیم در اوایل قرن ۲۰ کشف شد. وانادیم، نیتریدها و کاربیدهای پایدار تشکیل می‌دهد و در نتیجه باعث افزایش قابل توجه مقاومت فولاد می‌شود. از آن زمان به بعد، فولاد وانادیمی برای ساخت محورها، قاب‌های دوچرخه، میل لنگ، چرخ دنده‌ها و سایر اجزای مهم مورد استفاده قرار گرفت. دو گروه از آلیاژهای فولاد وانادیمی وجود دارد. آلیاژهای فولاد پرکربن وانادیمی حاوی ۰٫۱۵٪ تا ۰٫۲۵٪ وانادیم هستند و درصد وانادیم فولادهای تندبر (HSS) 1% تا ۵٪ است. برای فولادهای تندبر می‌توان سختی بالای HRC 60 را به‌دست آورد. از فولاد ابزار تندبر می‌توان برای ساخت ابزارهای جراحی و سایر ابزارها استفاده کرد. آلیاژهای متالورژی پودر حاوی ۱۸٪ درصد وانادیم هستند. محتوای بالای کاربیدهای وانادیم در این آلیاژها مقاومت در برابر سایش را به میزان قابل توجهی افزایش می‌دهد. یکی از کاربردهای این آلیاژها ساخت ابزارها و چاقوها است.
وانادیم، فرم تیتانیوم بتا را تثبیت کرده و استحکام و ثبات دمایی تیتانیوم را افزایش می‌دهد. وانادیم مخلوط با آلومینیوم در آلیاژهای تیتانیوم، در موتورهای جت، چهارچوب هواپیماهای (Airframe) پرسرعت و ایمپلنت‌های دندانی مورد استفاده قرار می‌گیرد. متداول‌ترین آلیاژ برای لوله‌های بدون درز، Titanium 3/2.5 است که حاوی ۲٫۵٪ وانادیم بوده، و آلیاژ تیتانیوم مورد استفاده در صنایع هوافضا، صنایع دفاعی و دوچرخه سازی است. آلیاژ متداول دیگر که عمدتاً در تولید ورق‌های فلزی استفاده می‌شود، تیتانیوم 6AL-4V است، که حاوی ۶٪ آلومینیوم و ۴٪ وانادیم است.
چندین آلیاژ وانادیم از خود رفتار ابررسانایی نشان می‌دهند. اولین ابررسانای فاز A15 کشف شده، ترکیبی از وانادیم، یعنی V3Si بود که در سال ۱۹۵۲ کشف شد. از نوار وانادیم-گالیوم در ساخت آهنربای ابررسانایی استفاده می‌شود (۱۷٫۵ تسلا یا ۱۷۵۰۰۰ گاوس). ساختار فاز A15 ابررسانای V3Ga مشابه ساختار متداولتر Nb3Sn (نیوبیم-قلع) و Nb3Ti (نیوبیم-تیتانیم) است.

### کاتالیزورها

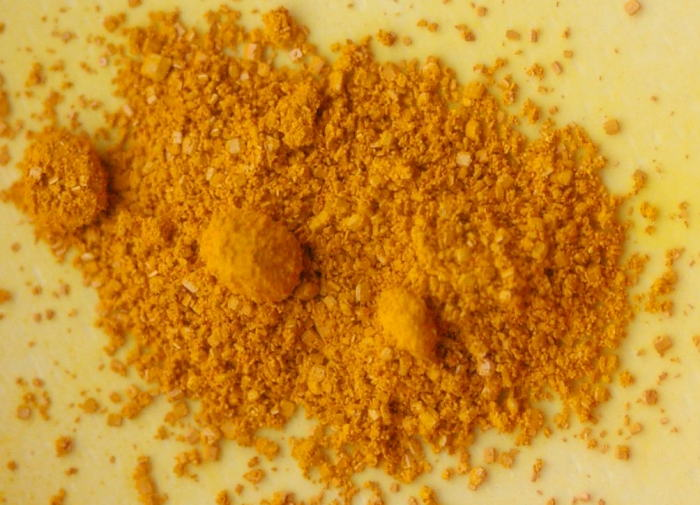
وانادیم(V) اکسید، یک کاتالیزور در فرایند تماسی برای تولید اسید سولفوریک است.

از ترکیبات وانادیم به‌طور گسترده‌ای به عنوان کاتالیزور استفاده می‌شود؛ در فرایند تماسی تولید اسید سولفوریک از وانادیم پنتاکسید، V2O5، به عنوان کاتالیزور استفاده می‌شود. در این فرایند گوگرد دی‌اکسید (SO2) به گوگرد تری‌اکسید (SO3) اکسایش می‌یابد: در این واکنش اکسایش-کاهش، گوگرد از ۴+ به ۶+ اکسید می‌شود و وانادیم از ۵+ به ۴+ کاهش می‌یابد:
V2O5 + SO2 → 2VO2 + SO3
کاتالیزور توسط اکسایش با هوا احیا می‌شود:
4VO2 + O2 → 2V2O5
از اکسایش‌های مشابهی در تولید مالئیک انیدرید استفاده می‌شود:
C4H10 + 3.5 O2 → C4H2O3 + 4H2O
فتالیک انیدرید و چندین ترکیب آلی فله دیگر به‌طور مشابهی تولید می‌شوند. این فرایندهای شیمی سبز مواد اولیه ارزان را به واسطه‌های بسیار کاربردی و همه‌کاره تبدیل می‌کنند.
وانادیم یکی از اجزای مهم کاتالیزورهای اکسید فلز مخلوط است که در اکسیداسیون پروپان و پروپیلن به آکرولین، اسید اکریلیک یا آموکسیداسیون پروپیلن به اکریلونیتریل استفاده می‌شود. در حال کار، وضعیت اکسیداسیون وانادیم با اکسیژن و محتوای بخار مخلوط خوراک واکنش به صورت پویا و برگشت‌پذیر تغییر می‌کند.

### پوشش‌های شیشه ای و سرامیک‌ها
از اکسید دیگری از وانادیم، یعنی وانادیم دی‌اکسید VO2، در تولید پوشش‌های شیشه ای استفاده می‌شود، که می‌تواند مانع نفوذ اشعه مادون قرمز در دمای خاصی شود. از اکسید وانادیم می‌توان برای ایجاد مراکز رنگی در کرندوم برای ایجاد جواهرات الکساندریت مصنوعی استفاده کرد، اگرچه الکساندریت در طبیعت یک کرایزوبریل است. از وانادیم پنتاکسید در ساخت سرامیک‌ها استفاده می‌شود.

### سایر استفاده‌ها
باتری اکسایش-کاهش وانادیمی، که نوعی باتری جریانی است، یک سلول الکتروشیمیایی متشکل از یون‌های وانادیم آبی در حالت اکسیداسیون مختلف است. باتری‌هایی از این نوع اولین بار در دهه ۱۹۳۰ پیشنهاد شدند و از دهه ۱۹۸۰ به بعد به صورت تجاری تولید شدند. سلول‌ها از یون‌های حالت اکسیداسیون رسمی ۵+ و ۲+ استفاده می‌کنند. باتری‌های اکسایش-کاهش وانادیمی به صورت تجاری برای ذخیره انرژی شبکه برق رسانی استفاده می‌شوند.
از وانادات می‌توان برای محافظت از فولاد در برابر زنگ زدگی و خوردگی توسط پوشش تبدیل استفاده کرد. از فویل‌های وانادیمی برای کِلَدینگ تیتانیم به فولاد استفاده می‌شود چرا که با هر دو فلز سازگار است. سطح مقطع ضبط نوترون حرارتی متوسط و نیمه عمر کوتاه ایزوتوپ‌های تولید شده توسط جذب نوترون، وانادیم را به ماده ای مناسب برای ساختار داخلی رآکتور همجوشی تبدیل می‌کند.